# Ospedaletto Lodigiano
Ospedaletto Lodigiano es una localidad y comune italiana de la provincia de Lodi, región de Lombardía, con 1.839 habitantes.

## Evolución demográfica
| Gráfica de evolución demográfica de Ospedaletto Lodigiano entre 1861 y 2001 |
|                                                                             |
| Fuente ISTAT - elaboración gráfica de Wikipedia                             |